# 為誰辛苦為誰忙
《為誰辛苦為誰忙》（英語：Bitter Sweet）是1963年邵氏出品的一部香港黑白家庭倫理文藝片，由岳楓執導，陳厚、丁寧、范麗、張沖及陳燕燕主演。本片榮獲第2屆金馬獎最佳編劇。

## 劇情
羅家有四名子女，大哥中衍（張沖 飾），二弟中衡（王沖 飾），三妹中娟（丁寧 飾），四弟中衛（陳厚 飾）。小時候的長子中衍十分孝順父母，在母親（陳燕燕 飾）生日時會帶領弟妹為母慶祝。可惜後來爸爸意外過世，家裡經濟環境轉差，他和三妹被表姑丈帶到身邊撫養成人，後來留學海外，中衍當上了律師，中娟嫁了有錢人。然而，二弟、四弟的命途卻迥然不同，二弟做教師，為了養妻活兒而奔波勞碌；受教育最少的四弟為送貨員；母親則在中衍外家親戚處當女傭。母親和弟弟的職業都受到中衍的歧視。一天，四弟中衛在夜總會因為幫姐姐中娟而意外打死了姐夫（麥基 飾），大哥中衍竟接受訴訟委託，以代表律師的身份控告自己的弟弟......

## 角色
| 演員   | 角色   | 備註               |
| 陳厚   | 羅中衛 | 羅家四子           |
| 丁寧   | 羅中娟 | 羅家三女，嫁入豪門 |
| 范麗   | 大媳婦 | 羅中衍之妻         |
| 張沖   | 羅中衍 | 羅家長子，當上律師 |
| 陳燕燕 | 羅母   |                    |
| 麥基   | 呂強尼 | 娟的丈夫           |
| 王沖   | 羅中衡 | 羅家二子           |
| 王蘭   |        |                    |
| 高寶樹 |        |                    |
| 楊志卿 |        |                    |
| 蔣光超 |        |                    |
| 莫愁   |        |                    |
| 陳小燕 |        |                    |
| 鄧小宇 |        |                    |
| 張志寶 |        |                    |
| 李允中 |        |                    |
| 賀賓   |        |                    |

## 獎項
| 年份 | 頒獎典禮    | 獎項     | 名字   | 結果 |
| ---- | ----------- | -------- | ------ | ---- |
| 1963 | 第2届金馬獎 | 最佳編劇 | 葛瑞芬 | 獲獎 |

## 外部連結
- 香港影庫上《為誰辛苦為誰忙》的資料（繁體中文）
- 时光网上《為誰辛苦為誰忙》的資料（简体中文）
- 豆瓣电影上《為誰辛苦為誰忙》的資料 （简体中文）
- 互联网电影数据库（IMDb）上《為誰辛苦為誰忙》的资料（英文）